# Bedscha (Ethnie)

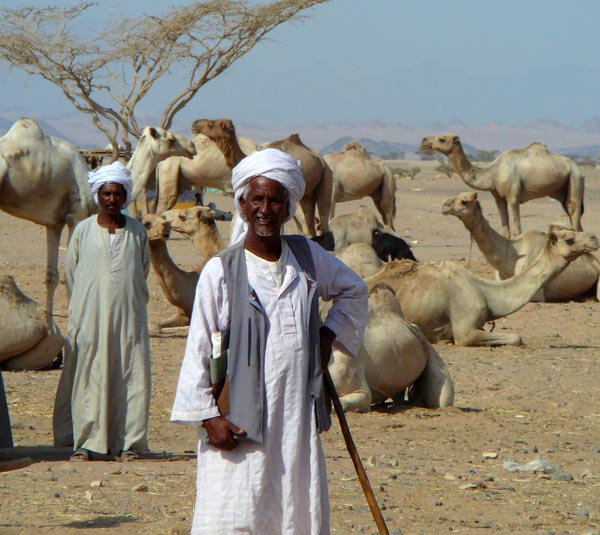
Bedscha

Bedscha oder Beja sind eine Ethnie in Nordostafrika mit teilweise nomadisierender Lebensweise und werden den Beduinen zugerechnet.

## Siedlungsgebiet
Die meisten Bedscha, etwa 2,2 Mio., leben im Ost-Sudan in den Dschibal al-Bahr al-ahmar im Bundesstaat al-Bahr al-ahmar, und daneben noch in den Bundesstaaten Kassala, al-Qadarif und Nahr an-Nil. Weitere Gebiete befinden sich im Gebel-Elba-Nationalpark (im ägyptisch-sudanesischen Grenzgebiet), in Äthiopien und Eritrea.

## Sprache

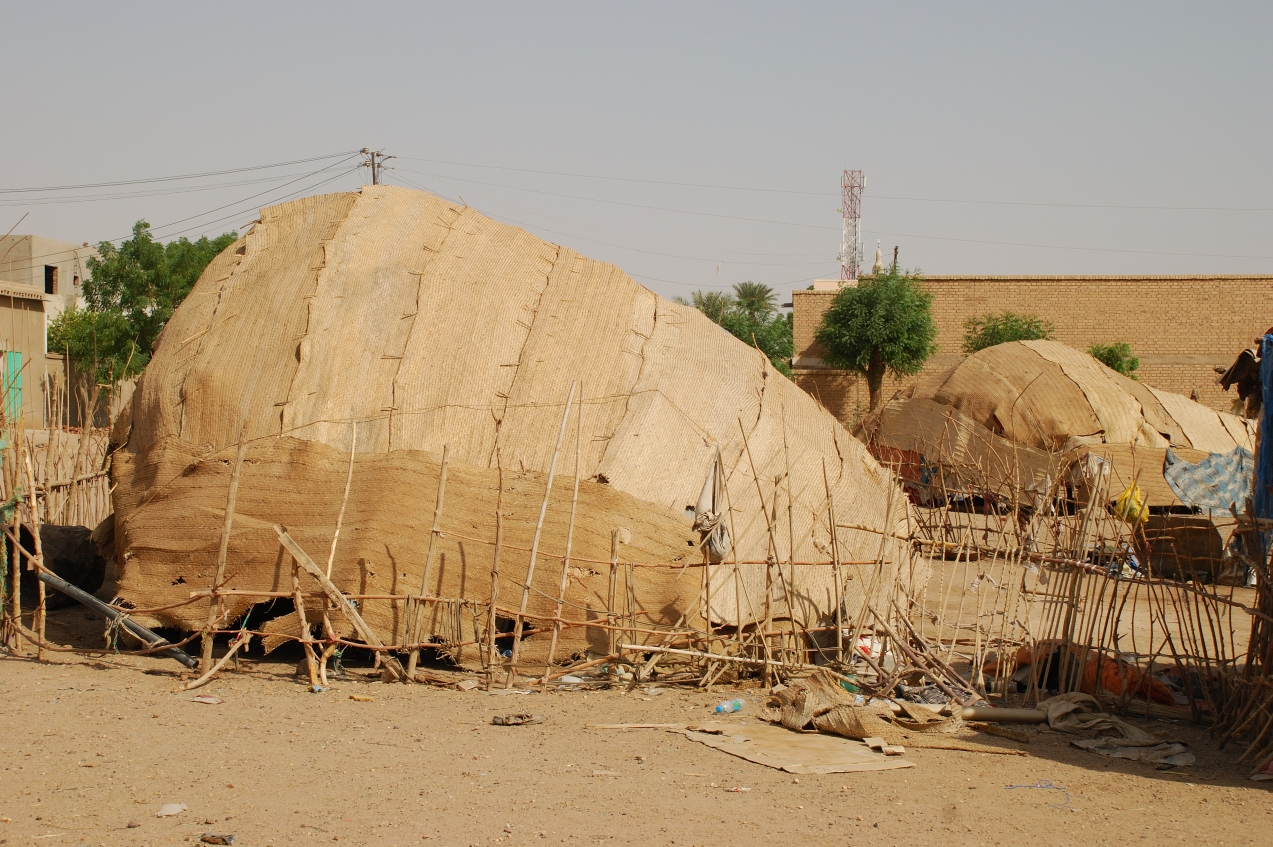
Nomadenzelt der Bedscha. Ortsrand von Atbara, Westgrenze der Handelsbeziehungen.

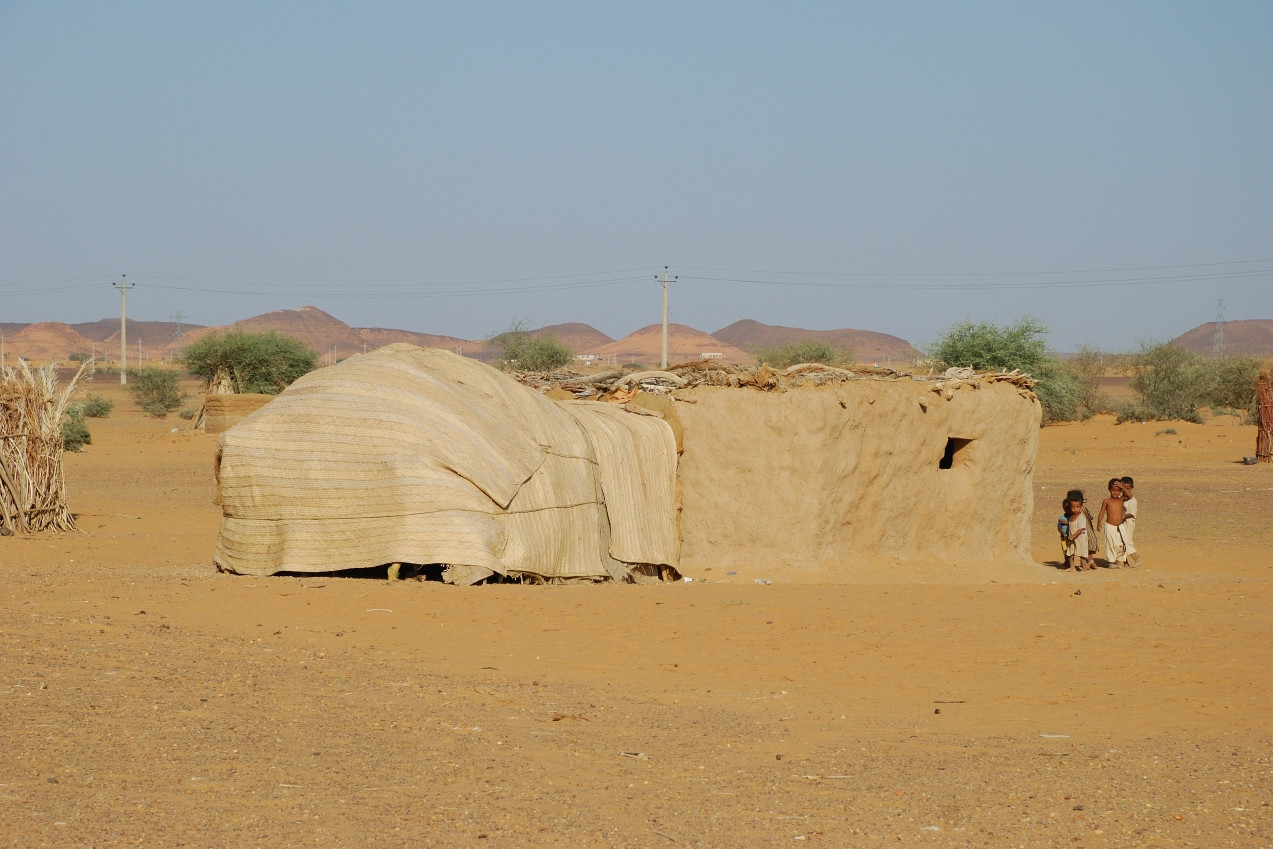
Tendenz zur Sesshaftigkeit. Bedscha-Zelt mit angebautem Vorraum aus Stampflehm.

Ihre Sprache wird ebenfalls Bedscha oder auch Bedawi genannt.

## Siedlungen
Wirtschaftliche Gründe zwingen verstärkt zur Ansiedlung in Städten und zu Ackerbau. Sesshaft gewordene Bedscha siedeln in unspezifischen Häusern aus Ziegeln oder Lehm. Nomadisierende Bedscha leben traditionell in einzigartig tonnenförmigen Zelten (bidaigau), die wie umgedrehte Bootsrümpfe aussehen. Eine Konstruktion aus Asthölzern wird mit Flechtmatten aus Palmfasern (takaib) gedeckt. Der Boden bleibt frei oder wird mit Bastmatten ausgelegt. Die Zelte sind nicht umzäunt und üblicherweise in weiten Abständen aufgestellt.

## Subsistenz
Die Hauptnahrung bestand traditionell aus Mehl, Linsen und getrockneten Juteblättern. Auch Tee, Kaffee und Zucker wurde eingehandelt. Brot wird entweder auf einem heißen Blech oder im heißen Sand gebacken (Gurs). Manche Stämme betreiben Fischfang, zum Beispiel in der Gegend von Manazig. Auch Muscheln werden gegessen. Gekocht wird mit Holzkohle, vor allem aus Akazienholz. In der Vergangenheit spielte auch die Jagd auf Gazellen (Gazella dorcas) eine wichtige Rolle. Zu ihren Haustieren gehören sandfarbene mittelgroße Hunde, mittelgroße helle Esel, Schafe, schwarze Ziegen, überwiegend weiße, selten falbe Kamele und Hühner vom Asir-Typ. Die Rolle der Esel und Kamele wird zunehmend von Jeeps übernommen. Schafwolle, Ziegen- und Kamelhaar wird gesponnen und zu Matten und Teppichen verwoben. Ziegen und Kamele werden auch gemolken, die Milch zu Joghurt und Käse verarbeitet. Ziegen, Kamele und Gazellen liefern ferner Häute für Leder, das mit Akazienfrüchten (Acacia nilotica) gegerbt wird. Aus Leder bestehen auch die Kamelsättel sowie die Säcke zur Aufbewahrung von Nahrungsmitteln, Kleidung und Wertsachen. Das Hüten der Schafe und Ziegen wie auch das Spinnen und Weben ist Aufgabe der Frauen, während die Männer für das Holzsammeln und Kochen zuständig sind.
Kaffee wird mit Ingwer, Kardamom, Zimt und viel Zucker aus winzigen Tassen getrunken.
Wilde Pflanzen werden zu Salaten und Tees verarbeitet, hier sind vor allem Malve und das Flohkraut (Pulicaria undulata) zu nennen. Zweige des Zahnbürstenbaums (Salvadora persica L.) dienen als Zahnbürste.
Nach Regenfällen wird teilweise Sorghumhirse (Sorghum bicolor) angebaut, die als Kamelfutter dient.
Tourismus ist inzwischen eine wichtige Erwerbsquelle, zum Beispiel im Wadi Gemal. Der Hauptverdienst verbleibt freilich bei den Tour-Betreibern.

## Religion
Die Bedscha sind heute Muslime.

## Geschichte

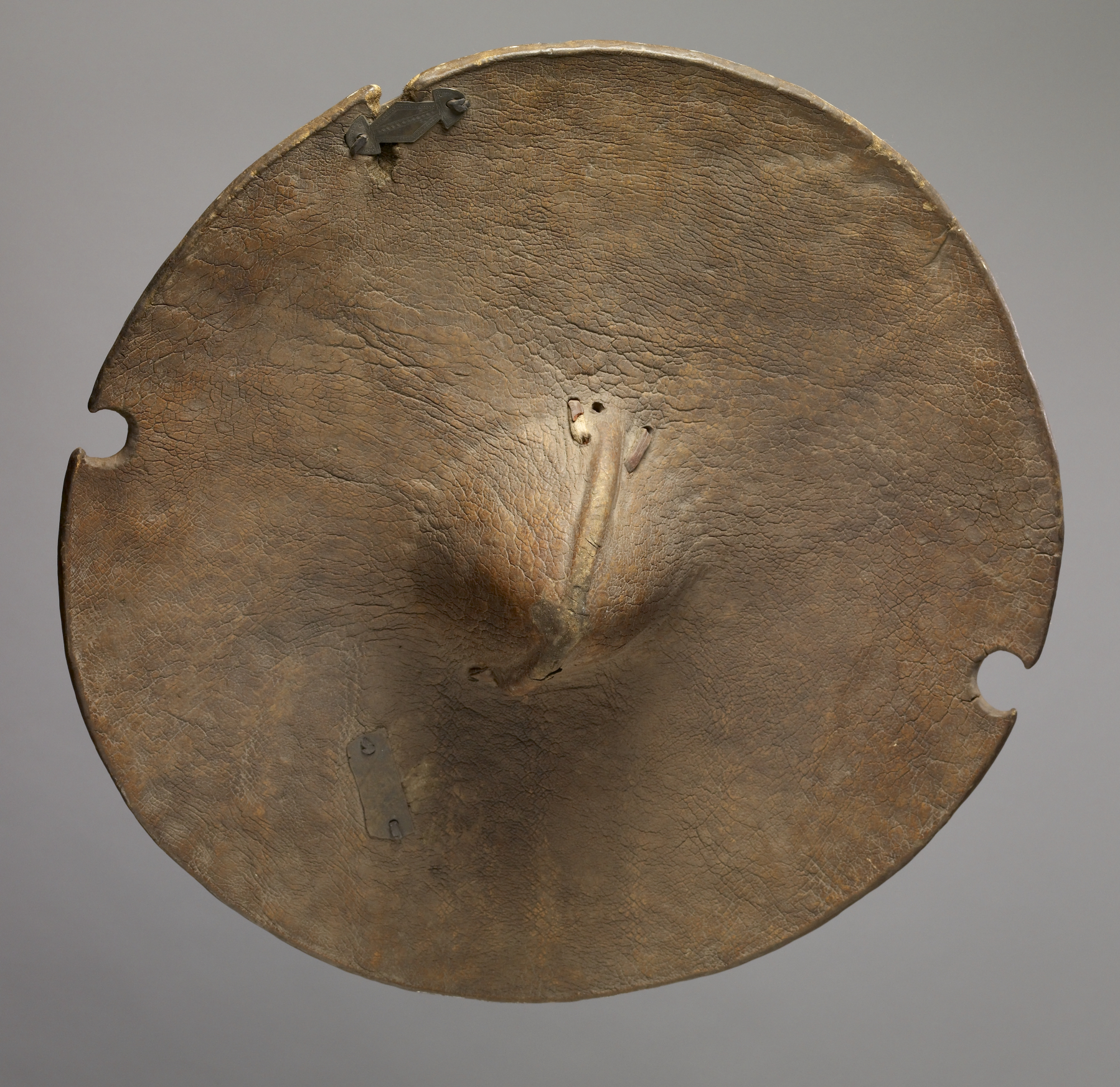
Beja-Schild aus Nashorn- oder Nilpferd. 20. Jahrhundert

Mutmaßliche Vorfahren der Bedschas waren die Blemmyer, die in der Spätantike wiederholt in die Provinz Ägypten einfielen. Spätestens seit dem 3. Jahrhundert v. Chr. bis zur arabischen Eroberung kontrollierten sie den Handel zwischen dem südlichen Roten Meer und dem Niltal. 
Noch im 6. Jahrhundert waren die Blemmyer einige der letzten Anhänger der altägyptischen Religion. Unter ihrem Schutz konnte sich der Tempel von Philae noch über das Verbot heidnischer Religionen hinaus halten. Die Blemmyer/Bedschas konvertierten im 6. Jahrhundert zum Christentum. Dies geschah unter dem Einfluss der drei christlichen nubischen Reiche Nobatia, Makuria und Alodia und des Aksumitischen Reiches, unter dessen Herrschaft sie vom 3. bis zum 8. Jahrhundert lebten. Als Aksum seine Macht verlor, gründeten die Bedschas fünf Königreiche in der Gegend des jetzigen Nord-Eritrea und dem ostnordöstlichen Sudan. Später nahmen sie den Islam an und breiteten sich weiter in den Sudan aus.
Der arabische Reisende und Geograph al-Mas'udi berichtet im 10. Jahrhundert folgendes über die Bedscha:

„[Sie] leben zwischen dem roten Meer und dem Nil, zerfallen in mehrere Stämme und unterstehen mehreren Königen. In ihrem Land gibt es Gold- und Smaragdminen. Auf ihren edlen Kamelen unternehmen sie ständig Raubzüge in das Land der Nubier und machen Gefangene. Die Nubier waren früher den Bedschas überlegen, und zwar so lange, bis sich bei letzteren der Islam durchsetzte und sich eine Anzahl von Muslimen bei der Goldmine […] ansiedelten. In die gleichen Gebiete wanderten auch Araber aus dem Stammesverband der Rabi'a Ibn Nizar. Sie wurden dort sehr mächtig und heirateten mit den Bedschas, die dadurch ebenfalls an Stärke zunahmen.“

## Unterstämme
- Ababde zwischen Al-Qusair und Asch-Schalatin
- Beni Amer
- Bischarin südlich von Asch-Schalatin
- Hadendoa
- Hedareb